# Astana Open 2023
Astana Open 2023 byl tenisový turnaj hraný na mužském profesionálním okruhu ATP Tour v Národním tenisovém centru. Čtvrtý ročník Astana Open probíhal mezi 27. zářím až 3. říjnem 2023 v kazachstánské metropoli Astaně na krytých dvorcích s tvrdým povrchem GreenSet.
Turnaj dotovaný 1 093 360 dolary byl degradován do nižší kategorie ATP Tour 250. Nejvýše nasazeným singlistou se stal dvacátý čtvrtý hráč světa Tallon Griekspoor z Nizozemska, kterého ve čtvrtfinále vyřadil Sebastian Korda. Jako poslední přímý účastník do dvouhry nastoupil rakouský 81. tenista žebříčku Dominic Thiem. V důsledku invaze Ruska na Ukrajinu na konci února 2022 řídící organizace tenisu ATP, WTA a ITF s grandslamy rozhodly, že ruští a běloruští tenisté mohli dále na okruzích startovat, ale do odvolání nikoli pod vlajkami Ruska a Běloruska.
Čtvrtý singlový titul na okruhu ATP Tour vybojoval 35letý Francouz Adrian Mannarino, který vylepšil finálovou účast z roku 2020. Čtyřhru ovládli Američané Nathaniel Lammons s Jacksonem Withrowem, pro něž to byla pátá společná trofej.

## Rozdělení bodů a finančních odměn

### Rozdělení bodů
| Soutěž  | Soutěž      | vítězové | finalisté | semifinalisté | čtvrtfinalisté | 16 v kole | 28 v kole | Q  | Q2 | Q1 |
| ------- | ----------- | -------- | --------- | ------------- | -------------- | --------- | --------- | -- | -- | -- |
| dvouhra | [ 7 ] [ 2 ] | 250      | 150       | 90            | 45             | 20        | 0         | 12 | 6  | 0  |
| čtyřhra | [ 8 ]       | 250      | 150       | 90            | 45             | 0         | —         | —  | —  | —  |

### Finanční odměny
| Soutěž                              | Soutěž      | vítězové  | finalisté | semifinalisté | čtvrtfinalisté | 16 v kole | 28 v kole | Q2      | Q1      |
| ----------------------------------- | ----------- | --------- | --------- | ------------- | -------------- | --------- | --------- | ------- | ------- |
| dvouhra                             | [ 2 ] [ 7 ] | 154 815 $ | 90 310 $  | 53 100 $      | 30 765 $       | 17 865 $  | 10 915 $  | 5 460 $ | 2 975 $ |
| čtyřhra                             | [ 8 ]       | 53 780 $  | 28 780 $  | 16 860 $      | 9 430 $        | 5 560 $   | —         | —       | —       |
| částka ve čtyřhře je uvedena na pár |             |           |           |               |                |           |           |         |         |

## Dvouhra

### Nasazení
| Stát                         | Hráč              | ATP | Nasazení |
| ---------------------------- | ----------------- | --- | -------- |
| Nizozemsko                   | Tallon Griekspoor | 24. | 1.       |
| Kazachstán                   | Alexandr Bublik   | 28. | 2.       |
| Argentina                    | Sebastián Báez    | 29. | 3.       |
| Česko                        | Jiří Lehečka      | 30. | 4.       |
| USA                          | Sebastian Korda   | 33. | 5.       |
| Francie                      | Adrian Mannarino  | 34. | 6.       |
| Srbsko                       | Laslo Djere       | 37. | 7.       |
| Švýcarsko                    | Stan Wawrinka     | 40. | 8.       |
| Žebříček ATP k 18. září 2023 |                   |     |          |

### Jiné formy účasti
Následující hráči obdrželi divokou kartu do hlavní soutěže:
- Michail Kukuškin
- Hamad Medjedović
- Alexandr Ševčenko

Následující hráči postoupili z kvalifikace jako šťastní poražení:
- Jegor Gerasimov
- Alibek Kačmazov
- Jurij Rodionov
- Šó Šimabukuro

#### Odhlášení
před zahájením turnaje
- Borna Ćorić → nahradil jej  Bernabé Zapata Miralles
- Novak Djoković

## Čtyřhra

### Nasazení
| Stát                                                                                  | Hráč              | Stát        | Hráč             | ATP | Nasazení |
| ------------------------------------------------------------------------------------- | ----------------- | ----------- | ---------------- | --- | -------- |
| Spojené království                                                                    | Jamie Murray      | Nový Zéland | Michael Venus    | 50. | 1.       |
| USA                                                                                   | Nathaniel Lammons | USA         | Jackson Withrow  | 55. | 2.       |
| Spojené království                                                                    | Lloyd Glasspool   | Finsko      | Harri Heliövaara | 61. | 3.       |
| Chorvatsko                                                                            | Mate Pavić        | Austrálie   | John Peers       | 61. | 4.       |
| Žebříček ATP k 18. září 2023; číslo je součtem žebříčkového postavení obou členů páru |                   |             |                  |     |          |

### Jiné formy účasti
Následující páry obdržely divokou kartu do hlavní soutěže:
- Alexandr Bublik /   Daniil Golubjev
- Jegor Gerasimov /  Michail Kukuškin

### Odhlášení
před zahájením turnaje
- Marcelo Demoliner /  Matwé Middelkoop → nahradili je  Ariel Behar /  Adam Pavlásek

## Přehled finále

### Mužská dvouhra
- Adrian Mannarino vs.  Sebastian Korda, 4–6, 6–3, 6–2

### Mužská čtyřhra
- Nathaniel Lammons /  Jackson Withrow vs.  Mate Pavić /  John Peers, 7–6(7–4), 7–6(9–7)